# 제임스 J. 브래덕

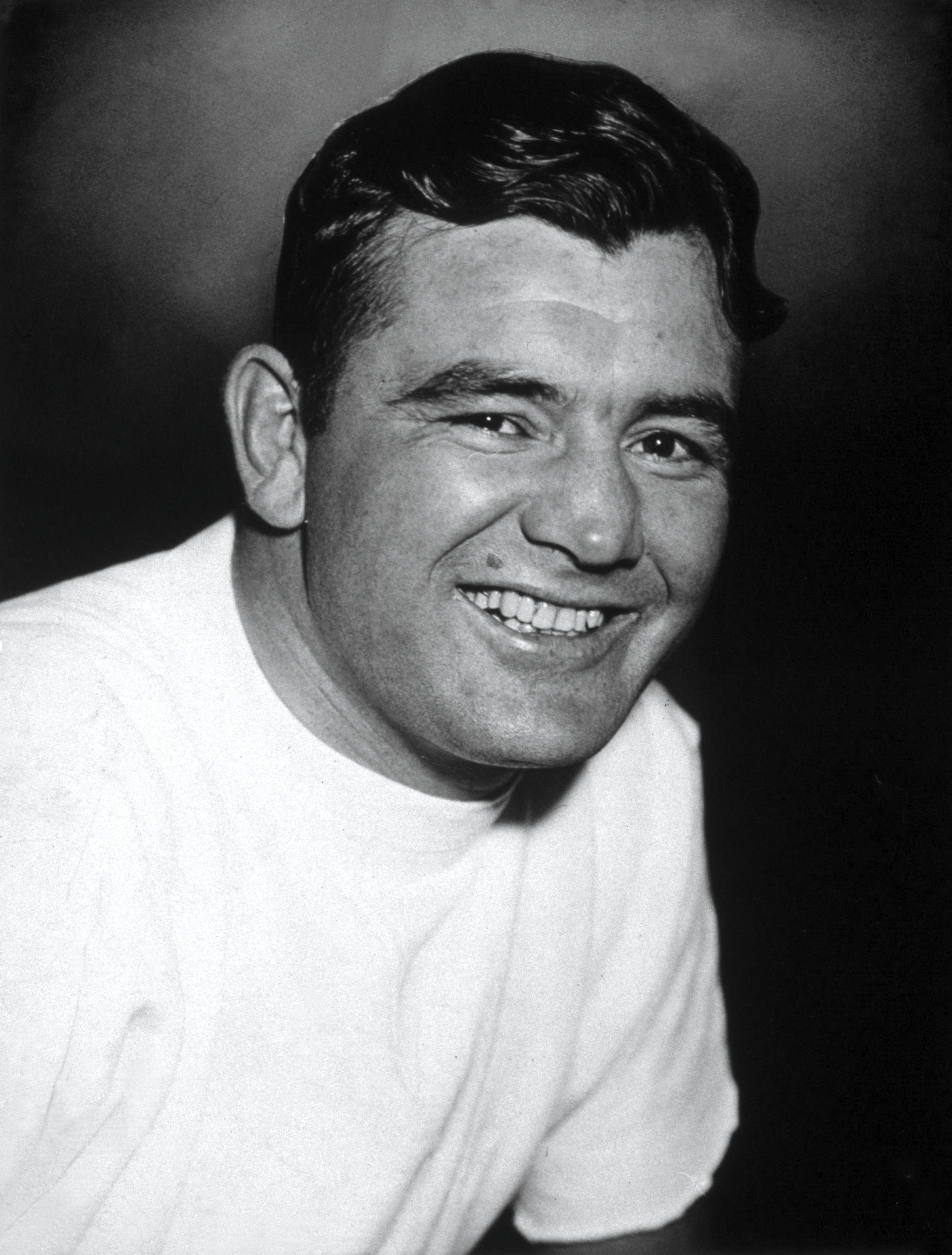
제임스 J. 브래덕

제임스 월터 브래덕(James Walter Braddock, 1905년 6월 7일 ~ 1974년 11월 29일)은 미국의 권투 선수이다. 제임스 J. 브래덕(James J. Braddock)이라는 링네임은 권투 선수 제임스 J. 코벳과 제임스 J. 제프리스에서 유래한 것이다. 신데렐라 맨(Cinderella Man)이라는 별명으로도 잘 알려져 있다. 그의 일생을 다룬 영화 《신데렐라 맨》이 2005년에 공개되었으며, 러셀 크로가 브래덕을 연기하였다.

## 같이 보기
- 조 루이스 아레나